# حكومة أحمد الشرع
حكومة أحمد الشرع، المعروفة أيضاً بـ الحكومة الانتقالية السورية، هي الحكومة التي شكلها رئيس المرحلة الانتقالية في سوريا أحمد الشرع، في سياق المرحلة الانتقالية التي أعقبت حكومة تصريف الأعمال برئاسة محمد البشير. جاء تشكيل هذه الحكومة تنفيذاً للتعهدات التي أعلنها الشرع سابقاً، واستناداً إلى مخرجات مؤتمر الحوار الوطني السوري، بالإضافة إلى ما نص عليه الإعلان الدستوري السوري الصادر في 13 آذار/مارس 2025، والذي منح السلطة التنفيذية لرئيس المرحلة الانتقالية بموجب مادته الثالثة.
اعتمد تشكيل الحكومة الجديدة على معايير الكفاءة والتخصص، حيث رُشح أعضاء من ذوي الخبرات المهنية والتقنية (التكنوقراط). كما شمل التشكيل استحداث هيئات بديلة عن بعض الوزارات، ودمج وزارات أخرى ضمن بنى تنظيمية جديدة، في إطار إعادة هيكلة الجهاز التنفيذي للدولة بما يتلاءم مع متطلبات المرحلة الانتقالية.

## خلفية
قادت هيئة تحرير الشام هجمات المعارضة السورية عام 2024، المسماة "ردع العدوان"، بدعم من جماعات حليفة مدعومة من تركيا في الجيش الوطني السوري. أدت هذه الهجمات إلى سقوط سريع لنظام بشار الأسد، منهية خمسة عقود من حكم عائلة الأسد الذي بدأ مع تولي حافظ الأسد السلطة عام 1970 تحت قيادة حزب البعث عقب انقلاب عسكري (يطلق عليه سابقا الحركة التصحيحية).
بعد سقوط نظام الأسد، ظل رئيس وزراء بشار الأسد، محمد غازي الجلالي، في منصبه بصفة مؤقتة بدعم من المعارضة وأحمد الشرع حتى تشكيل حكومة تصريف الأعمال التي قادها محمد البشير. في 12 فبراير 2025، أعلنت منظمتان رئيسيتان من المعارضة السورية السابقة، الائتلاف الوطني السوري وهيئة التفاوض السورية، ولاءهما للحكومة المؤقتة. في 11 مارس 2025، وقع الشرع اتفاقية مع مظلوم عبدي، قائد قوات سوريا الديمقراطية (قسد)، لدمج المؤسسات التي تسيطر عليها قسد في الدولة، وإنشاء معابر حدودية، والتعهد بمحاربة فلول نظام الأسد. تم تحديد الموعد النهائي للاندماج بنهاية عام 2025.
نفذت الحكومة دستور سوريا المؤقت لعام 2025، وهو دستور مؤقت صادق عليه الشرع في 13 مارس 2025، مما أنشأ القانون الأساسي لسوريا لفترة انتقالية مدتها خمس سنوات من عام 2025 إلى عام 2030. يضع الدستور المؤقت نظام رئاسي مع السلطة التنفيذية في يد الرئيس الذي يعين الوزراء، دون وجود منصب رئيس الوزراء.

## التشكيل
في 29 آذار/مارس 2025، أصدر الرئيس السوري أحمد الشرع المرسومين الرئاسيين رقم 122 ورقم 9 لعام 2025، القاضيين بتشكيل الحكومة السورية الانتقالية ومجلس الوزراء رقم 98 في تاريخ الجمهورية السورية. وقد ضمّ التشكيل الوزاري الجديد 23 وزيراً، توزعت أسماؤهم على النحو التالي:
تكوّنت الحكومة من 22 وزيراً من الذكور ووزيرة واحدة هي هند قبوات. وضمّ التشكيل وزيرين سابقين في حكومات بشار الأسد، هما يعرب بدر ومحمد نضال الشعار، إضافة إلى ثمانية وزراء يمثلون هيئة تحرير الشام، من بينهم وزراء شغلوا مناصب سابقة في حكومة الإنقاذ.
تميّز أغلب أعضاء الحكومة بمؤهلات أكاديمية من جامعات دولية مرموقة، حيث حصل ثلاثة وزراء على درجاتهم العليا من جامعات في كندا، وخمسة من بريطانيا، وثلاثة من ألمانيا، وثلاثة من الولايات المتحدة الأمريكية، واثنان من فرنسا. أما في المرحلة الجامعية الأولى، فقد تخرج معظم الوزراء من جامعات سورية مثل جامعة دمشق، جامعة حلب، جامعة اللاذقية، وجامعة حمص في حمص.
بلغ متوسط أعمار الوزراء 46 عاماً، حيث كان أكثر من نصفهم في العقدين الثالث والرابع من العمر. كما أن ما لا يقل عن خمسة وزراء كانوا مقيمين خارج سوريا قبل تعيينهم، ويملكون خبرات إدارية رفيعة المستوى، إذ شغلوا مناصب تنفيذية في شركات ومؤسسات بارزة.
حلّت الحكومة السورية الانتقالية برئاسة أحمد الشرع محل الحكومة الانتقالية السابقة التي كانت قد تشكّلت عقب سقوط نظام بشار الأسد في 8 كانون الأول/ديسمبر 2024.
وقد باشرت الحكومة الجديدة بتنفيذ دستور سوريا المؤقت لعام 2025، وهو دستور انتقالي وقّع عليه الشرع في 13 آذار/مارس 2025، ليشكّل الإطار القانوني الناظم للمرحلة الانتقالية، والتي تمتد لفترة خمس سنوات من عام 2025 حتى 2030.
وأُعلن عن تشكيل الحكومة الجديدة في حفل رسمي أُقيم في قصر الشعب بدمشق، حيث أدى الوزراء الجدد اليمين الدستورية، وألقوا خطابات استعرضوا خلالها أبرز ملامح برامجهم الوزارية وجدول أعمالهم للفترة المقبلة. وشهد التشكيل الوزاري استحداث وزارتين جديدتين، هما: وزارة الشباب والرياضة ووزارة إدارة الطوارئ والكوارث.
وكان أربعة من الوزراء الجدد ينتمون إلى أقليات: يعرب بدر، علوي؛ أمجد بدر، درزي؛ هند كبوات، مسيحية؛ ومحمد عبد الرحمن تركو، كردي. كما ضمت الحكومة شخصيات من مجموعات مختلفة من المعارضة السورية السابقة: خلال الحرب الأهلية، كان محمد أبو الخير شكري عضو في الائتلاف الوطني السوري، وكان رائد الصالح مدير منظمة الخوذ البيضاء، وشغلت هند كبوات منصب نائب رئيس لجنة المفاوضات السورية في جنيف. ووصف بعض المراقبين الحكومة الجديدة بأنها تكنوقراطية، حيث "اختير الوزراء بحسب لكفاءاتهم" وفقًا للرئيس الشرع.

## السياسيات

### الإصلاحات الممكنة
صرح الرئيس السوري أحمد الشرع أن الحكومة الجديدة ستعمل على إصلاح قطاع الطاقة من أجل الاستدامة والكهرباء المستمر، ودعم المزارعين لضمان إنتاج الغذاء، وإحياء الصناعة، وحماية المنتجات الوطنية، وجذب الاستثمار، واستقرار الاقتصاد، وتعزيز الليرة السورية، ومنع التلاعب المالي.

أعلن الرئيس أحمد الشرع عن تشكيل الحكومة السورية الجديدة في 29 آذار 2025

في 16 أبريل، أعلن وزير الداخلية السوري أنس خطاب أن القوات الحكومية أحبطت بنجاح محاولة انقلاب من قبل ضباط موالين للنظام القديم وأن الحكومة ستنشئ آليات لتحديد المسؤولين.. جاء هذا الإعلان كجزء من شبكة متزايدة من التعاون بين أجهزة الأمن المختلفة الجديدة، من الشرطة إلى الجيش إلى المخابرات. ووفقًا لخطاب، فقد تم إخطار قوات الأمن بالمؤامرة، وتمكنت من شن عملية لتعطيلها قبل أن يتم تنفيذها، على الرغم من أن التفاصيل الدقيقة حول من كان متورطًا على وجه التحديد نادرة.

### العلاقات الخارجية
في 10 أبريل/نيسان 2025، زار وزير الخارجية الكوري الجنوبي تشو تاي يول دمشق والتقى بوزير الخارجية السوري أسعد الشيباني. وخلال الاجتماع، وقّع الجانبان اتفاقية رسمية لإقامة علاقات دبلوماسية، تضمنت خطط لفتح سفارات وتبادل البعثات الدبلوماسية. جعلت هذه الاتفاقية سوريا آخر دولة عضو في الأمم المتحدة، بعد كوريا الشمالية، تُقيم علاقات دبلوماسية مع كوريا الجنوبية.
في 18 أبريل/نيسان، التقى الرئيس الفلسطيني محمود عباس بالشرع في دمشق، في أول زيارة له إلى سوريا منذ عام 2009. وناقشا تعزيز العلاقات الثنائية والتطورات الإقليمية، بما في ذلك غزة وحل الدولتين، واتفقا على تشكيل لجان مشتركة للتعاون.
في 7 مايو 2025، التقى الرئيس السوري أحمد الشرع بالرئيس إيمانويل ماكرون في فرنسا. وكانت هذه أول زيارة رسمية له إلى دولة غربية منذ توليه الرئاسة. وفي 14 مايو، التقى بالرئيس الأمريكي دونالد ترامب في السعودية، وكان ذلك أول لقاء بين رئيسي الولايات المتحدة وسوريا منذ اجتماع بيل كلينتون وحافظ الأسد في جنيف عام 2000. ومنذ ذلك الحين، رفعت عدد من الحكومات الغربية العقوبات عن سوريا، وأبرزها الولايات المتحدة والمملكة المتحدة.
في 15 مايو، عقد الشيباني اجتماعًا مع وزير الخارجية الأمريكي ماركو روبيو في أنطاليا، تركيا. عُقد الاجتماع بعد يومين من إعلان ترامب قراره برفع العقوبات عن سوريا وبدء تطبيع العلاقات الثنائية. في 23 مايو، رفعت إدارة ترامب مجموعة واسعة من العقوبات على سوريا. في 30 يونيو، وقع ترامب أمرًا تنفيذيًا يرفع العقوبات التي فرضتها الولايات المتحدة على سوريا باستثناء تلك المرتبطة بعائلة الأسد وشركائهم والمؤسسات ذات الصلة.

### العدالة
في 17 مايو/أيار 2025، وقّع الشرع المرسومين الرئاسيين رقمي 19 و20، اللذين عيّن فيهما عبد الباسط عبد اللطيف ومحمد رضا جلخي رئيسين للهيئة. وأُعطيا مهلة 30 يوم لتشكيل فريق عمل وصياغة اللائحة الداخلية اللازمة لعمل الهيئة، مما أفضى إلى إنشاء هيئتين وطنيتين هما اللجنة الوطنية للمفقودين واللجنة الوطنية للعدالة الانتقالية.

## الأعضاء
تألفت حكومة أحمد الشرع من الوزراء:
| المنصب                       | الصورة | شاغل المنصب          | الفصيل           | الفصيل | في المنصب من         | في المنصب حتى | ملاحظات                                                     |
| ---------------------------- | ------ | -------------------- | ---------------- | ------ | -------------------- | ------------- | ----------------------------------------------------------- |
| الطاقة                       |        | محمد البشير          | هيئة تحرير الشام |        | 29 آذار 2025         | في المنصب     | رئيس الوزراء في الحكومة السابقة                             |
| الدفاع                       |        | مرهف أبو قصرة        | هيئة تحرير الشام |        | 21 كانون الأول 2024  | في المنصب     | من الحكومة السابقة                                          |
| الخارجية والمغتربين          |        | أسعد حسن الشيباني    | هيئة تحرير الشام |        | 21 كانون الأول 2024  | في المنصب     | من الحكومة السابقة                                          |
| الداخلية                     |        | أنس خطاب             | هيئة تحرير الشام |        | 29 آذار 2025         | في المنصب     | رئيس المخابرات العامة سابقا                                 |
| الشؤون الاجتماعية والعمل     |        | هند قبوات            |                  |        | 29 آذار 2025         | في المنصب     | عضو لجنة الإعداد للحوار الوطني السوري وهيئة التفاوض السورية |
| المالية                      |        | محمد يسر برنية       | —                | —      | 29 آذار 2025         | في المنصب     |                                                             |
| الرياضة والشباب              |        | محمد سامح حامض       | —                | —      | 29 آذار 2025         | في المنصب     |                                                             |
| الطوارئ والكوارث             |        | رائد الصالح          | —                | —      | 29 آذار 2025         | في المنصب     | مدير الدفاع المدني السوري سابقا                             |
| العدل                        |        | مظهر الويس           | هيئة تحرير الشام |        | 29 آذار 2025         | في المنصب     |                                                             |
| الأوقاف                      |        | محمد أبو الخير شكري  |                  |        | 29 آذار 2025         | في المنصب     | الائتلاف الوطني السوري سابقا                                |
| التعليم العالي والبحث العلمي |        | مروان الحلبي         | —                | —      | 29 آذار 2025         | في المنصب     |                                                             |
| الاقتصاد والصناعة            |        | نضال الشعار          | —                | —      | 29 آذار 2025         | في المنصب     | وزير الاقتصاد سابقا في حكومة عادل سفر                       |
| الصحة                        |        | مصعب العلي           | —                | —      | 29 آذار 2025         | في المنصب     |                                                             |
| الإدارة المحلية والبيئة      |        | محمد عنجراني         | —                | —      | 10 كانون الأول 2024  | في المنصب     | وزير الإدارة المحلية والبيئة في الحكومة السابقة             |
| الاتصالات وتقانة المعلومات   |        | عبد السلام هيكل      | —                | —      | 29 آذار 2025         | في المنصب     |                                                             |
| الزراعة                      |        | أمجد بدر             | —                | —      | 29 آذار 2025         | في المنصب     |                                                             |
| التربية والتعليم             |        | محمد عبد الرحمن تركو | —                | —      | 29 آذار 2025         | في المنصب     |                                                             |
| الأشغال العامة والإسكان      |        | مصطفى عبد الرزاق     | —                | —      | 12 كانون الثاني 2024 | في المنصب     |                                                             |
| الثقافة                      |        | محمد ياسين صالح      | —                | —      | 29 آذار 2025         | في المنصب     |                                                             |
| السياحة                      |        | مازن الصالحاني       | —                | —      | 29 آذار 2025         | في المنصب     |                                                             |
| التنمية الإدارية             |        | محمد حسان سكاف       | —                | —      | 29 آذار 2025         | في المنصب     |                                                             |
| الإعلام                      |        | حمزة المصطفى         | —                | —      | 29 آذار 2025         | في المنصب     |                                                             |
| النقل                        |        | يعرب بدر             | —                | —      | 29 آذار 2025         | في المنصب     | وزير النقل سابقا في حكومة ناجي العطري                       |

## ردورد الفعل الدولية
- | جزء من سلسلة عن الحرب الأهلية السورية                  |         |
| عملية السلام السورية                                   |         |
|                                                        |         |
| السجل التاريخي                                         |         |
| الشواغل الرئيسية                                       |         |
| الشواغل الثانوية                                       |         |
| الوسطاء الدوليون                                       |         |
| مقترحات                                                |         |
| المشروعات                                              |         |
| ع ن ت                                                  |         |
| خطط السلام للجامعة العربية في سوريا                    | 2011    |
| بعثة المراقبين العرب إلى سوريا                         | 2011-12 |
| الانخراط الروسي في الحرب الأهلية السورية               | 2012    |
| خطة سلام كوفي أنان لسوريا مؤتمر جنيف 2 للسلام في سوريا | 2012    |
| خطة الأخضر الإبراهيمي للسلام في سوريا                  | 2012    |
| مقترحات السلام الأمريكية-الروسية بشأن سوريا            | 2013    |
| مؤتمر جنيف 2 للسلام في سوريا                           | 2014    |
| خطة ستافان دي ميستورا للسلام                           | 2015    |
| اتفاقية وقف إطلاق النار في الزبداني                    | 2015    |
| محادثات فيينا للسلام في سوريا                          | 2015    |
| محادثات السلام في جنيف بشأن سوريا (2016)               | 2016    |
| مقترحات السلام الأمريكية-الروسية بشأن سوريا            | 2016    |
| محادثات السلام في جنيف بشأن سوريا (2017)               | 2017    | الولايات المتحدة (الخارجية الأمريكية): تشكيل حكومة سورية جديدة خطوة إيجابية، لكنها لن تخفف العقوبات حتى تتحقق من إحراز تقدم بشأن الأولويات بما في ذلك مكافحة الإرهاب، نحن ندرك معاناة الشعب السوري الذي عانى لعقود من الحكم الاستبدادي والقمع الذي مارسه نظام الرئيس السابق بشار الأسد، ونأمل بأن يمثل هذا الإعلان خطوة إيجابية نحو سوريا شاملة وممثلة للجميع.[45]
- ألمانيا (المبعوث الألماني الخاص إلى سوريا): نرحب بتعيين حكومة جديدة في سوريا، مستعدون لدعم السوريين في مداواة جراحهم وإعادة بناء بلدهم وأكد أن الشمولية والعدالة والانفتاح على الشركاء ضرورية لتحقيق تطلعات الثورة.[46]
- النرويج (وزير الخارجية النرويجي): نرحب بتعيين حكومة سورية جديدة، الحوكمة الشاملة ضرورية لمستقبل سوريا ونأمل أن تنجح الحكومة في تلبية تطلعات الشعب السوري ونتطلع إلى العمل معها بما في ذلك مع وزير الخارجية أسعد الشيباني.
- فرنسا (الخارجية الفرنسية): نرحب بتشكيل الحكومة السورية الجديدة ومستعدون لدعم السلطات السورية لتحقيق انتقال سلمي وشامل.
- تركيا (وزارة الخارجية التركية): أنقرة ترحب بتشكيل الحكومة السورية الجديدة.[47]
- السعودية (وزارة الخارجية السعودية): المملكة تأمل بأن تُلبّي الحكومة السورية الجديدة تطلعات الشعب السوري الشقيق، وأكدت تطلع الرياض إلى التعاون والعمل مع هذه الحكومة.[12]
- الأردن (الخارجية الأردنية): نرحب بإعلان تشكيل الحكومة السورية الجديدة ونعرب عن أملنا في أن تحقق هذه الحكومة تطلعات الشعب السوري الشقيق ونؤكد حرص المملكة على تعميق التعاون مع الحكومة السورية الجديدة في مختلف المجالات.[48]

## انظر ايضا
- حكومة سوريا
- الحرب الأهلية السورية
- قرار مجلس الأمن التابع للأمم المتحدة رقم 2254
- علاقات سوريا الخارجية

## الملاحظات
1. ↑  فراغ الحقل لا يعني بالضرورة أن شاغل المنصب مستقل سياسياً أو غير حزبي، ولكن بسبب عدم توفر المعلومات أو المصادر.